# 오색기 (중화민국)
오색기(중국어: 五色旗, 병음: Wǔsèqí 우써치[*])는 1912년부터 1928년까지 중화민국 대륙 시기 임시정부와 북양정부에서 사용했던 국기이다. 빨강, 노랑, 파랑, 하양, 검정 5가지 색의 가로 줄무늬로 구성되어 있으며 가로세로비는 5:8이다. 빨강, 노랑, 파랑, 하양, 검정은 중국의 전통적인 오방색인데 중국의 역사, 문화, 관습에서 널리 사용된 오행에서 따온 색이다. 또한 5가지 색은 한족, 만주족, 몽골족, 후이족, 티베트인이 오족공화를 이룬다는 의미를 담고 있다.

## 색상
| 색상    | 빨강       | 노랑       | 파랑       | 하양        | 검정      |
| ------- | ---------- | ---------- | ---------- | ----------- | --------- |
| CMYK    | 0-88-92-13 | 0-22-100-0 | 99-37-0-38 | 0-0-0-0     | 0-0-0-100 |
| RGB     | 223-27-18  | 255-198-0  | 2-99-157   | 255-255-255 | 0-0-0     |
| 웹 색상 | #DF1B12    | #FFC600    | #02639D    | #FFFFFF     | #000000   |

## 역사

### 제의
오색기는 1906년 겨울에 중국동맹회 본부가 《혁명방략》(革命方略)과 국기 초안을 논의하면서 처음 제안되었다. 1911년 12월 4일에는 장쑤·저장·상하이 도독이 상하이 회의에서 정부를 조직하고 오색기를 국기로 하는 방안을 마련했다. 오색기는 쑹자오런, 천치메이, 청더취안, 좡윈콴, 자오펑창의 지지를 받았고 '민국 산파'라고 불리는 자오펑창이 설계했다. 오색은 중국의 전통에서 사용된 오행(五行, 나무(木, 목)·불(火, 화)·흙(土, 토)·쇠(金, 금)·물(水, 수)) 이론에 반영되어 있으며 유교의 오덕(五德, 인(仁)·의(義)·예(禮)·지(智)·신(信))과 같이 옛부터 중국의 문화에서 5라는 숫자를 사용하던 관습과 일치한다고 여겨진다. 또한 중국에 거주하는 5대 민족(한족·만주족·몽골족·후이족·티베트인)을 대표하는 오색은 인종 혁명의 의의를 완화시킬 수 있고 정치적인 명확성을 담은 상징이기도 하다.
우창 봉기 이후에 장쑤성, 저장성, 안후이성을 비롯한 여러 성에서 이 깃발을 많이 사용했다. 1911년 12월 4일에 상하이에서 각 성의 대표들과 장쑤·저장·상하이 3개 지역의 도독이 참가한 가운데 공화연합회대회가 열렸다. 청더취안은 이 날 회의에서 오색기를 국기로 사용할 것을 건의했고 회의가 끝난 이후에 이러한 의견을 담은 글을 신문에 게재했다. 12월 17일에는 상하이군 도독이었던 천치메이가 양식을 통일하여 상하이시 전체에 통일된 표준 오색기를 배포했다. 한편 참의원에서는 국기 제정에 대한 치열한 논의가 진행되었다. 참의원은 한족·만주족·몽골족·후이족·티베트인을 대표하는 오색기를 사용하는 것이 가장 일반적이라고 판단하고 오색기를 국기로 채택하기로 결정했다.
12월 28일에 난징에서 열린 각성대표자회의는 전국에 전보를 보냈는데 "12월 29일에 실시될 중화민국 임시 대총통 선거에서 우리 국민은 국기를 게양하고 축하해야 한다."고 호소했다. 이때 임시 대총통 선거에 사용된 투표 용지에도 오색기 그림이 인쇄되었다. 천치메이 상하이군 도독은 12월 31일에 "내일(1912년 1월 1일)부터 각계 각층에서 일률적으로 국기를 게양하여 축하의 의미로 대전을 빛내자."고 각계 각층에 지시했다. 1912년 1월 1일에 쑨원이 중화민국 임시 대총통으로 취임했다. 이 날 난징과 상하이 2곳에서는 일반 시민들이 지켜보는 가운데 오색기가 게양되었다.

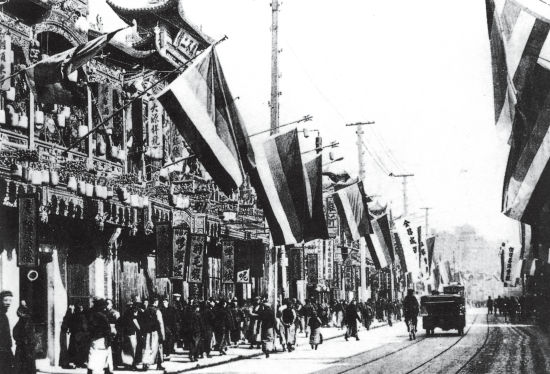
1911년 상하이 난징루에 게양된 오색기.
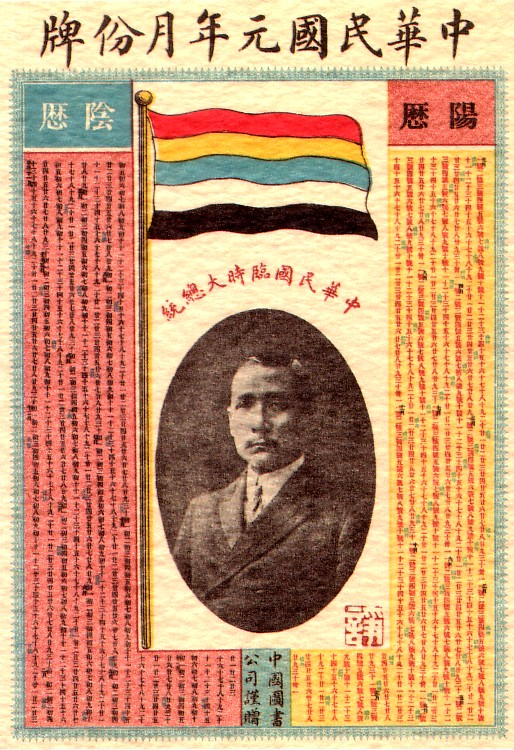
1912년에 제작된 중화민국 원년 월간 카드. 오색기와 쑨원 초상화가 그려져 있다.

### 제정
리위안훙 부총통은 1912년 1월 9일에 난징에서 전화를 걸어 "정월 초하루에 이미 정해졌으니, 국기와 군기, 상업용으로 사용되는 각 기는 반드시 일률적으로 분류해야 한다."고 밝혔다. 1912년(민국 원년) 1월 10일에 열린 중화민국 임시 상원은 난징에서 《국기통일안》(國旗統一案)을 채택하여 오색기를 중화민국의 국기로, 청천백일만지홍기를 중화민국의 해군기로 확정했다. 또한 임시 대총통에게 "각 성에서 시행하도록 명령한다."고 자문했다. 쑨원은 각 성의 계획을 통보하는 것을 잠시 보류하고 대신 1월 12일에 열린 각 성 대표 회의를 통해 《복참의회론국기함》(復參議會論國旗函)이라는 서한을 전달했다.
이번 모임은 오색기를 국기로 채택할 것인가의 여부를 판단하기 위하여 소집되었습니다. 이 문제에 대해 본 총통은 서둘러 시행할 수 없다고 생각했습니다. 현재 중화민국의 각 성에서 이미 사용하고 있는 깃발은 크게 세 가지가 있는데 우한에서는 내외 18성이 그려진 기를 사용하고 장쑤성과 저장성에서는 오색이 그려진 기를 사용하고 있습니다. 오늘날 그 하나는 반드시 폐기하고, 사용하는 사람은 반드시 이것보다 가장 양호해야 하며, 절대적이고 충분한 이유가 있지 않으면 절충을 위한 결론을 내릴 수 없습니다. 그래서 총통은 지금처럼 서두르려 하지 않고 만기가 끝나면 민선 국회가 출범한 다음에 국민투표에 부칠 계획입니다. 이때 결정되면 오색기는 가장 좋은 기인지 아닌지를 비교하기 위해 거의 말을 바꾸지 않았습니다. (중략)
국기의 사용을 위해서는 3가지로 중요한 조건이 있습니다. 1번째는 기의 역사, 2번재는 기의 의미, 3번째는 기의 미관입니다. 우한의 기는 전국의 수장으로 삼는 것이 상례이고 장쑤성과 저장성의 기는 난징을 정복하는 것이고 하늘과 태양이 그려진 기는 한족이 중심인 공화당이 10여 년 동안 사용한 남방 봉기꾼의 것입니다. (중략)
그러나 본 총통은 이때의 결정이 아니면 자세히 논하지 말 것을 생각했습니다. 따라서 우한의 주장도 완전한 설명이 있음을 알고 있습니다. 혁명 용병을 앞두고 국기 통일은 급할 게 없습니다. 예를 들어 미국은 몇 차례의 변경을 거쳐 현재 사용되는 깃발을 갖고 있습니다. 따라서 총통은 일단 시행을 결정하지 않고 민선 국회가 출범하면 결정할 것이라고 생각합니다. 삼가 회답을 드립니다.

1912년 2월 12일에 청나라의 선통제(푸이)가 퇴위했고 2월 13일에는 쑨원이 사표를 제출했다. 임시 참의원은 2월 15일에 열린 회의를 통해 위안스카이를 임시 대총통으로 선출했다. 위안스카이는 임시 대총통으로 추대된 다음에 "오색기를 임시 국기로 사용한다."고 규정하고 '임시 사용 국기 양식'을 중국 주재 각국 공사관에 통보했다.
1912년 4월에는 임시 참의원이 베이징으로 이전하였다. 구중슈 의원은 1912년 4월 6일에 열린 베이징 임시 상원 제2차 회의에서 국기 통일안을 심의하면서 난징 회의에서 의결된 국기 통일안, 쑨원 임시 대총통의 자문 현황을 설명하고 정부에 국기 통일안을 상정했다. 그러나 의원들의 의견이 엇갈리면서 5월 10일 재심의를 했다. 참의원 의회에서 양팅둥 특별심사관은 국기 통일안에 대한 심사 보고를 통해 "오색 국기가 곳곳에서 오래 사용되고 있는데 중국과 외국에서 이미 알고 있다면 자연히 어려운 것을 바꾸기가 쉽다."고 밝혔다. 그러자 의원들은 십팔성기를 육군기로, 청천백일기를 해군기로 하는 방안을 논의했다. 하지만 의원들이 18성의 대표성과 함의를 놓고 언쟁을 벌였기 때문에 가오자지 의원은 일단 오색 국기를 표결하고 18성이 그려진 육군기는 나중에 심사하자고 제의했다.
의장은 오색기를 국기로 사용하자는 안건에 찬성하는 의원들에게 일어날 것을 지시했는데 "민국 전체가 오색기를 채택했기 때문에 변경할 수 없다."는 이유를 들면서 오색기를 중화민국의 국기로 채택했다. 이어 참의원은 다음과 같이 《임시 대총통 규정 국기 및 육해군기 양식 공포 시행문》을 공포하여 임시 대총통에게 국기를 공포할 것을 제청했다.
중화민국은 예전에 봉기 초기에 강을 따라 있는 각 성에서 오색기를 국기로 삼았습니다. 통행이 이미 넓어서 전국이 거의 일치했습니다. 《주례》에서는 "평시에 9기의 명물을 차지한다."(司常, 掌九旗之名物)고 규정하고 있습니다. 중국 한나라와 송나라의 여러 유학자들은 인(仁)·의(義)·예(禮)·지(智)·신(信)을 오상(五常)으로 삼았습니다. 제도와 같은 위엄, 소리와 냄새의 차이, 모두 옛날 책부터 전해지는 비율도 5를 정수로 합니다. 채색의 한 부분에 이르기까지 근세 과학자들은 비록 7로 구분되지만 중국에서는 오색(五色)이라는 두 글자가 일찍이 사람들의 심리를 관통했다고 말합니다.
중화민국은 5대 민족이 단결하여 세워졌고 국기의 색도 5개가 되었습니다. 오색기를 중화민국의 국기로 사용하는 것은 도덕적, 역사적, 관습적, 정치적 측면에서 전국 정신을 대표하기에 충분할 뿐만 아니라 중화민국의 영구 불멸의 특색입니다. 현재 우방국의 공사, 해외 화교, 편지와 전보를 통해 모두 알고 있습니다. 외국인들은 이 기를 무지개기(虹旗, 홍기)라고 부르는데 중국이 독재를 몰아내고 공화국을 건설하는 것은 마치 무지개가 하늘에 펼쳐져 있는 것과 같습니다. 특히 이 기의 영예는 중국과 외국의 환영을 받아야 하기 때문에 중화민국의 국기로 제정되어야 합니다.

6월 8일에 위안스카이는 다음과 같이 《임시 총통령》을 반포하여 오색기가 중화민국의 법정 국기가 되었음을 선포했다.
참의원은 오색기를 국기 겸 상업기로, 십구성기를 육군기로, 청천백일기를 해군기로 사용하기로 각각 의결했다. 본 총통은 해당 법령을 《법률 제22호》로 공포한다.

그 외에 "오색기는 오전 7시에 게양하고 저녁 6시에 게양한다. 사용하지 않을 때는 하나의 가로 줄무늬를 한 겹씩 접어야 하는데 빨간색이 위쪽에, 검은색이 아래쪽에 와야 한다. 그런 다음에 깃허리로부터 한 단을 감아서 통 모양으로 만들고 겉 부분은 실 한 마디로 묶어야 한다."고 규정이 신설되었다.

### 폐지

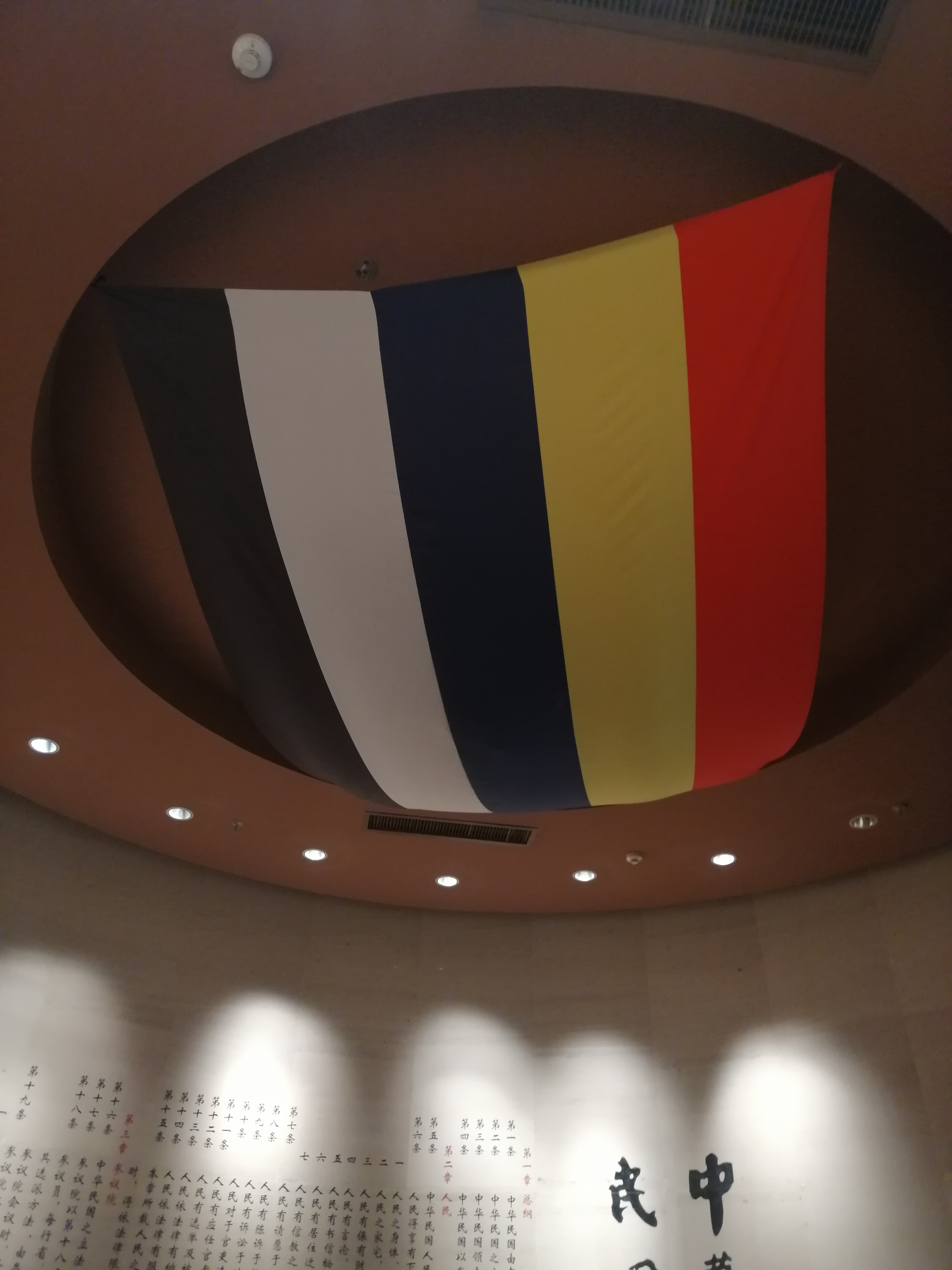
우한에 위치한 신해혁명박물관에 게양된 오색기

1914년에 계축의 역이 실패한 이후에 쑨원은 중화혁명당의 《혁명방략》을 발표했다. 쑨원은 이 글에 명시된 〈제1편 군정〉, 〈제1장 총강〉의 〈제3절 기 및 복식〉을 통해 "중화민국은 청천백일기를 국기로 한다. 이 기의 구조는 다음과 같다: 기는 빨간색을 바탕색으로 한다. 왼쪽 상단에는 청천백일을 그려넣는다. 청천백일 문양은 파란색을 바탕색으로 하여 하늘을 만들고 가운데에는 하얀색 태양을 그려넣는다. 태양의 가장자리는 계속 파란색으로 한다. 하얀색 태양은 12개의 햇살을 갖는다."(제8조), "대원수기와 군기는 따로 특별한 기를 제정하기 전에 청천백일기를 군기로 사용해야 한다."(제9조)고 규정했다.
1921년 4월 7일에 열린 비상 국회는 쑨원을 비상 대총통으로 선출하고 청천백일만지홍기를 중화민국의 국기로 규정했다. 1924년 6월 23일에 열린 중국 국민당 중앙집행위원회는 청천백일기를 중국 국민당의 당기로, 청천백일만지홍기를 중화민국의 국기로 한다고 결정했다. 1925년에는 광저우에서 국민정부가 수립되었다. 1928년 11월 2일에 열린 국민정부 제5차 국무회의는 《중화민국의 국장·국기에 관한 법률》 제정을 결의했다. 12월 17일에는 청천백일 문양을 국장으로 하고 청천백일만지홍기를 국기로 규정했다.
1928년에 일어난 국민당의 북벌을 통해 각지에 있던 오색기는 점차 청천백일만지홍기로 대체되었다. 1928년 12월 29일에는 장쉐량 둥베이 보안총사령관이 "이 날부터 삼민주의를 준수하고 국민정부에 복종하며 기치를 바꿀 것을 선포한다."라는 내용을 담은 통신 전보를 통해 동북역치를 선포했다. 12월 29일 오전 7시를 기해 둥베이 3성에는 오색기를 완전히 대체한 청천백일만지홍기가 동시에 게양되었다.

## 논란
쑨원은 1912년 1월 12일에 공개된 《복참의회론국기함》(復參議會論國旗函)에서 오색기가 국기로 채택되는 것을 반대하는 세 가지 이유를 진술했다.
1. 청나라의 옛 관습에서 해군은 오색기를 1·2품 대관의 기로 사용했습니다. 만주족이 세웠던 청나라의 국기를 버려야 하는 지금에 그러한 관기를 사용하는 것은 체면을 잃을 것을 면할 수 없습니다.
2. 오색기는 5대 민족을 의미하지만 노란색이 만주족을 의미하는 것과 같은 분배는 색을 대체하고 그러한 취지는 불명확합니다.
3. 5대 민족은 평등하지만 위아래로 배열하면 여전히 계급이 있습니다.

전통적으로 중국 수사(水師)은 오색기를 관리 승선기로 사용했다. 북양해군이 창설될 때 이러한 전통을 답습했다. 북양해군 규약에 따르면 "제독은 오색장방기, 제장은 삼색장방기를 사용한다. 기 윗부분은 각각 닻 모양으로 장식한다."고 명시되어 있다. 1874년부터 1890년 사이에 북양함대에서 사용된 제독기와 전군장성기(해군급 기)는 위에서 아래로 노란색·하얀색·검은색·초로색·빨간색 가로 줄무늬이고 왼쪽 상단에는 여의보주를 쥐고 있는 파란색 룡 또는 빨간색 닻 문양이 그려져 있다. 그러나 노란색과 하얀색은 군주의 권위를 상징하고 검은색, 초록색, 빨간색은 청나라 해군의 북양수사, 남양수사, 광동수사 3개 함대를 상징한다. 1890년 이후에는 단룡 문양을 사용한 제독기가 채택되었다.
북양함대는 육군 총병관 및 도원 이상이 승선할 때 오색 가로줄무늬로만 구성된 별도의 대관기를 내걸었다. 1874년에는 대관기의 색채가 위에서 아래로 빨간색-초록색-노란색-검은색-하얀색으로 바뀌었다. 1890년에는 빨간색-파란색-노란색-하얀색-검은색으로 바뀌었다. 1886년 5월에 순친왕 혁현(醇親王 奕譞)이 북양해방(北洋海防)을 순행하면서 그린 《열사도권》(閱師圖卷》의 《병선현채》(兵船懸彩) 그림은 정원함 앞 돛대 꼭대기에 파랑-빨강-노랑-하양-검정 오색기를 묘사하고 있다.

북양함대 제독기 (1874년 ~ 1890년)
북양함대 제독기 (1890년 ~ 1909년)
북양함대 대관기 (1874년 ~ 1890년)[26]
북양함대 제독기 (1890년 ~ 1909년)

그러나 오방색을 기에 적용하는 것은 청나라 북양수사만의 전통이 아니다. 예를 들어 류큐국의 진상선의 경우에는 그 위에 오색기가 보인다. 또 다른 예로 중국 민간 신앙에서 사용되는 왕선(王船)는 고대 범선을 닮았고 앞 돛대에도 오색기가 걸려 있다.

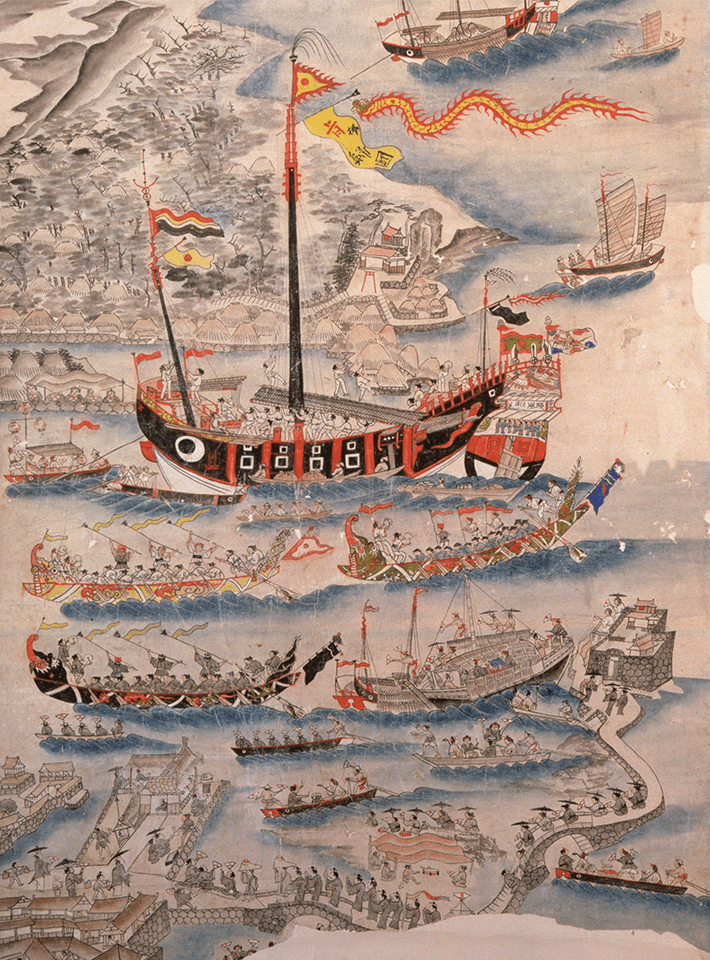
류큐국의 선박
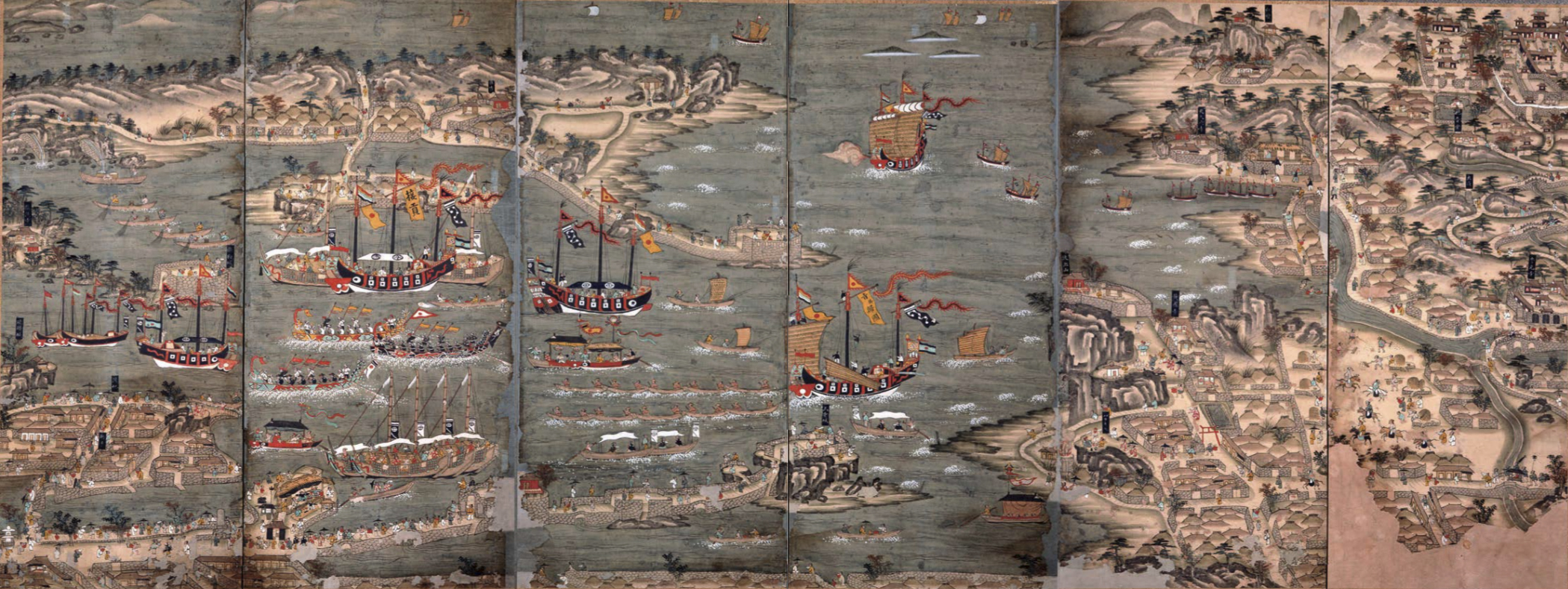
류큐항에 정박한 무역선
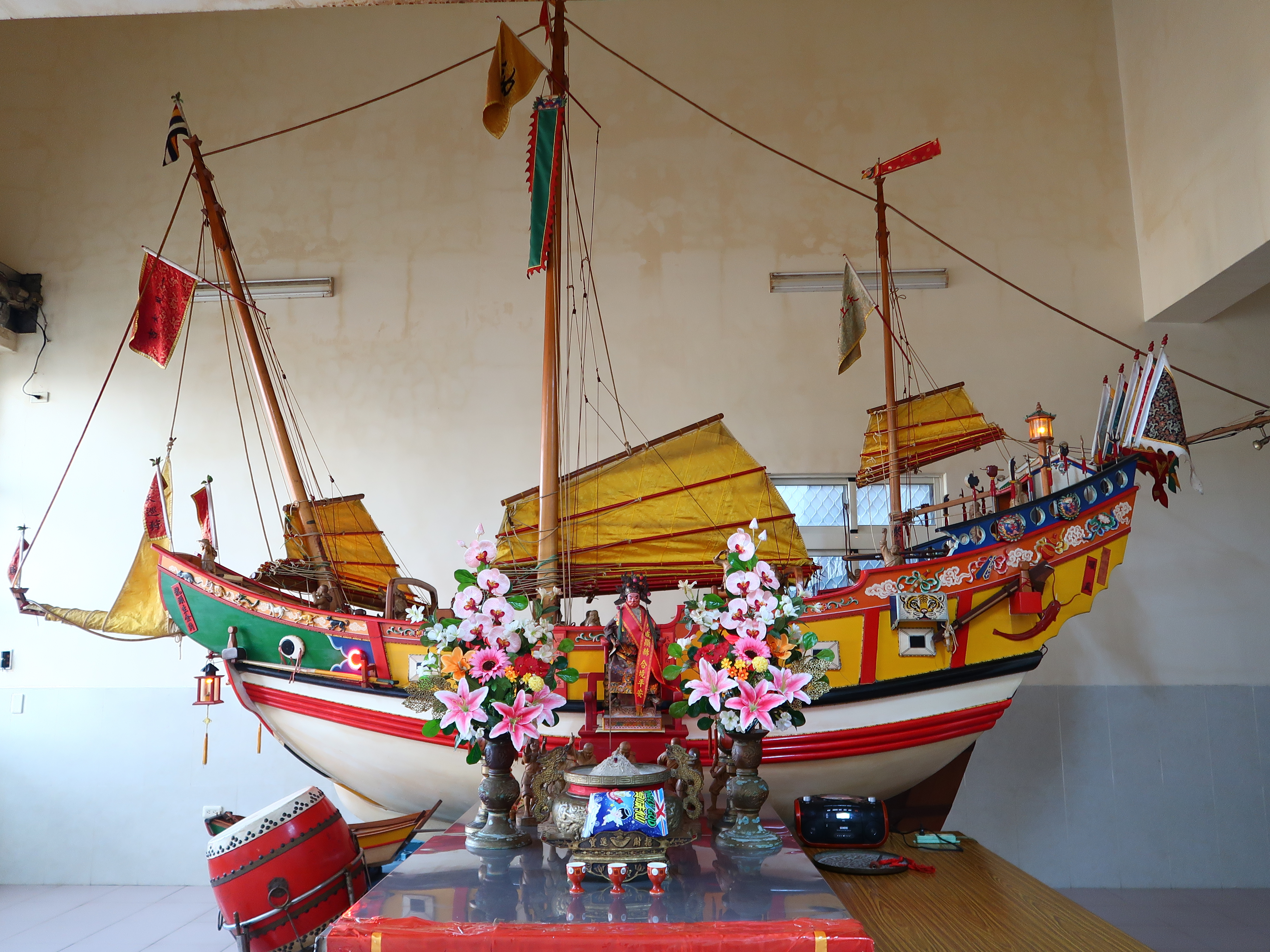
류큐국의 왕선

## 파생된 기
- 1927년 9월 25일에 중화민국 안국군이 고시한 대원수기(大元帥旗)는 "오색기를 밑바탕으로 하며 가로를 5척, 세로를 3척 5촌으로 한다. 깃대 모서리 상단에 1척 7촌 5분을 남겨서 사각형을 만든 다음에 하얀색 바탕 앞뒷면에 황금색 테두리를 두른다. 그런 다음에 깃대 상단에 12장 대훈장 문양을 그려넣고 깃발 가장자리에 4인치 살구색 비단 이삭을 댄다. 깃대는 오른쪽에 둔다."라고 규정했다.[28] 대훈장은 본래 청나라 황제가 패용한 대보장으로 1911년에 제정되었다. 오래지 않아 청나라가 멸망하고 민국이 그대로 사용되자 대훈장으로 개명하여 대총통이 달았고 디자인은 거의 바뀌지 않았다.[29]
- 북양정부 시절에 사용된 세관기에는 오색기를 기본으로 했는데 왼쪽 상단에는 초록색 바탕에 노란색 X자가 그려져 있다. 초록색과 노란색은 청나라의 세관기에 사용된 색이기도 하다.[30]
- 북양정부 시절에 사용된 우편기에는 왼쪽 상단에 오색기가 그려져 있고 하얀색 바탕에 회색 기러기가 그려져 있다. 왼쪽 하단에는 우편을 의미하는 '郵', 'POSTES'가 쓰여져 있다.

대원수기
세관기
우편기

## 영향을 준 기
1915년에 위안스카이가 세운 중화제국은 중화민국의 오색기와 같은 색상과 의미를 담고 있다. 오색기는 오족공화의 상징이기도 하다. 동청 철도와 둥성 특별구의 기, 만주국의 국기도 오색기의 영향을 받았다.
중일 전쟁 시기에 일본 제국의 지원을 통해 수립된 중국의 일부 괴뢰 정권도 오색기 또는 그 변형을 기로 채택했다. 예를 들어 지둥 방공자치정부, 중화민국 임시정부, 중화민국 유신정부는 모두 오색기를 재사용했다. 일본군의 지원을 받은 만주국·몽강연합자치정부의 국기 디자인도 민족을 대표하는 오색기의 색상에서 영향을 받았다.
오색기의 영향을 받은 기

중화제국의 국기 초안
중화제국의 국기
만주국의 국기
중화민국 유신정부의 기
중화민국 북양정부 해관총세무국의 기

1915년부터 1925년까지 사용된 동청 철도의 기
1925년부터 1932년까지 사용된 동청 철도의 기
1932년부터 1935년까지 사용된 동청 철도의 기
만주국의 군기, 해군기
만주국 민선관리국 국장기. 왼쪽 상단에 만주국의 국기를 형성한 오색 가로 줄무늬가 사용되었다.

몽골 군정부의 기
차난 자치 정부의 기
진베이 자치 정부의 기
몽골연맹자치정부의 기
몽강연합자치정부의 기

오색기를 변형한 기 또는 문장

북양군벌의 문장
북양정부 공군의 국적 마크
북양정부 시대에 사용된 경찰기

## 이후의 변화
- 1936년에 중국동맹회 원로였던 장빙린이 사망하자 중국동맹회 출신 인사들은 신해혁명의 승리에 기여한 공로와 오색기의 탄생을 기념하기 위하여 그의 관을 오색기로 뒤덮었다. 그는 청천백일만지홍기를 중국 국민당의 당기로 여겼다.[31]
- 2004년 7월 14일에 중화민국 총통부 자정을 역임한 대만의 작가인 보양(柏楊)은 쑤전창 총통부 비서장에게 청천백일만지홍기를 폐지하고 오색기를 중화민국의 국기로 복원할 것을 제안했다.[32]
- 2010년에 대한민국의 소설가인 노재성이 6.25 전쟁을 소재로 하여 발표한 대체 역사 소설인 《스탈린의 편지》에서는 1952년에 동북아 전쟁(6.25 전쟁이 한반도를 넘어 중국으로 확대되었다고 가정한 전쟁)이 종식된 이후에 중국 대륙에 군정 체제를 시행한 미국에 의해 형성된 동아연방(한국, 만주, 몽골, 위구르, 티베트가 연합하여 만든 가상의 국가)의 국기가 파랑, 노랑, 빨강, 하양, 검정 5가지 색의 가로 줄무늬로 구성되어 있다고 언급한다.[33]

2010년에 대한민국의 소설가인 노재성이 발표한 대체 역사 소설인 《스탈린의 편지》에서 언급한 동아연방의 국기